# Ікоана (комуна)
Ікоана (рум. Icoana) — комуна у повіті Олт в Румунії. До складу комуни входять такі села (дані про населення за 2002 рік):
- Ікоана (814 осіб)
- Урсоая (865 осіб)
- Флору (641 особа)

Комуна розташована на відстані 109 км на захід від Бухареста, 27 км на схід від Слатіни, 72 км на схід від Крайови.

## Населення
За даними перепису населення 2002 року у комуні проживали 2320 осіб. Усі жителі комуни рідною мовою назвали румунську.
Національний склад населення комуни:
| Національність | Кількість осіб | Відсоток |
| -------------- | -------------- | -------- |
| румуни         | 2318           | 99,9%    |
| німці          | 1              | < 0,1%   |
| поляки         | 1              | < 0,1%   |

Склад населення комуни за віросповіданням:
| Релігія       | Кількість осіб | Відсоток |
| ------------- | -------------- | -------- |
| православні   | 2297           | 99,0%    |
| баптисти      | 21             | 0,9%     |
| римо-католики | 1              | < 0,1%   |
| адвентисти    | 1              | < 0,1%   |